# NCAA Division I 2007 (pallavolo maschile)
La NCAA Division I 2007 si è svolta dal 4 al 6 maggio 2007: al torneo hanno partecipato 4 squadre di pallavolo universitarie e la vittoria finale è andata per la seconda volta alla UC Irvine.

## Squadre partecipanti
- 01)  Pepperdine
- 02)  UC Irvine
- 03)  Penn State
- 04)  IPFW

## Final Four
|  | Semifinali 4 maggio | Semifinali 4 maggio | Semifinali 4 maggio |           |   | Finale 6 maggio | Finale 6 maggio | Finale 6 maggio |  |
|  |                     |                     |                     |           |   |                 |                 |                 |  |
|  | 1                   | Pepperdine          | 1                   |           |   |                 |                 |                 |  |
|  | 1                   | Pepperdine          | 1                   |           |   |                 |                 |                 |  |
|  | 4                   | IPFW                | 3                   |           |   |                 |                 |                 |  |
|  | 4                   | IPFW                | 3                   |           | 4 | IPFW            | 1               |                 |  |
|  |                     |                     |                     |           | 4 | IPFW            | 1               |                 |  |
|  |                     |                     | 2                   | UC Irvine | 3 |                 |                 |                 |  |
|  | 2                   | UC Irvine           | 2                   | UC Irvine | 3 | 3               |                 |                 |  |
|  | 2                   | UC Irvine           |                     |           |   |                 |                 |                 |  |
|  | 3                   | Penn State          | 1                   |           |   |                 |                 |                 |  |

### Semifinali
| 4 maggio St. John Arena, Columbus | Pepperdine | 1 - 3 | IPFW       | 30-27, 27-30, 27-30, 25-30 |
| 4 maggio St. John Arena, Columbus | UC Irvine  | 3 - 1 | Penn State | 30-25, 30-22, 26-30, 30-23 |

### Finale
| 6 maggio St. John Arena, Columbus | IPFW | 1 - 3 | UC Irvine | 20-30, 30-24, 23-30, 28-30 |

## Premi individuali
Al termine della finale viene assegnato il premio di Most Outstanding Player al miglior giocatore della finale e vengono eletti i sei giocatori che fanno parte dell'All-Tournament Team.
| Premio                  | Giocatrice       | Squadra    |
| ----------------------- | ---------------- | ---------- |
| Most Outstanding Player | Matt Webber      | UC Irvine  |
| All-Tournament Team     | Jayson Jablonsky | UC Irvine  |
| All-Tournament Team     | Brian Thornton   | UC Irvine  |
| All-Tournament Team     | David Smith      | UC Irvine  |
| All-Tournament Team     | C.J. Macias      | IPFW       |
| All-Tournament Team     | Colin Lundeen    | IPFW       |
| All-Tournament Team     | Paul Carroll     | Pepperdine |